# L'Ange, debout dans le soleil
L'Ange, debout dans le soleil (The Angel Standing in the Sun en anglais) est un tableau du peintre britannique Joseph Mallord William Turner non daté mais exposé en 1846. Cette huile sur toile de format carré représente l'archange Michel brandissant son épée au-dessus de différentes scènes issues de l'Ancien Testament, notamment Adam et Ève pleurant sur le corps d'Abel, ou encore Judith surplombant celui d'Holopherne, qu'elle a décapité. Cette peinture est conservée à la Tate Britain, à Londres.